# Canarium pseudopatentinervium
Canarium pseudopatentinervium är en tvåhjärtbladig växtart som beskrevs av Herman Johannes Lam. Canarium pseudopatentinervium ingår i släktet Canarium och familjen Burseraceae. Inga underarter finns listade i Catalogue of Life.